# (10291) 1985 UT
1985 يو تي (ويعرف أيضًا باسم (10291) 1985 يو تي وفق تسمية الكوكب الصغير) (بالإنجليزية: 1985 UT)‏ هو كويكب ضمن حزام الكويكبات؛ وترتيبه 10291 من حيث الاكتشاف.
اكتُشف هذا الجُرم الفلكي بواسطة Antonín Mrkos ‏ في 20 أكتوبر 1985.

## وصلات خارجية
- (10291) 1985 UT في قاعدة بيانات مختبر الدفع النفاث لأجرام النظام الشمسي الصغيرة

- الاكتشاف · مخطط المدار ·  العناصر المدارية · المعلمات المادية

- (10291) 1985 UT على موقع ويكي سكاي: DSS2, SDSS, GALEX, IRAS, Hydrogen α, X-Ray, Astrophoto, Sky Map, Articles and images